# وشم تاتائوپا
وشم تاتائوپا (نام علمی: Crypturellus tataupa) نام یک گونه از سرده دمچه‌پنهان‌ها است.